# Reaktionsdiffusionsgleichung
Reaktionsdiffusionsgleichungen (RD-Gleichungen) beschreiben  Vorgänge, bei denen eine lokale Wechselwirkung und zusätzlich eine Diffusion auftritt. Ein Beispiel aus der Chemie sind etwa Modelle für die Belousov-Zhabotinsky-Reaktion (BZ-Reaktion), bei der räumliche Muster entstehen, weil eine lokal oszillierende chemische Reaktion mit einem Diffusionsvorgang gekoppelt ist. Ein Beispiel aus der Biologie sind räumliche Ausbreitungsprozesse von Tieren und Pflanzen. Hierbei hat der Interaktionsterm oft die Form einer logistischen Kolmogorov-Gleichung.
Bei RD-Gleichungen handelt es sich um partielle Differentialgleichungen zweiten Grades, die der Form nach Geschwindigkeitsgesetze sind (Herleitung siehe dort). Sie beschreiben also die zeitliche Änderung einer Größe X (z. B. Stoffmenge, Abundanz, Konzentration o. Ä.):
{\displaystyle {\frac {\partial }{\partial t}}u=f(u)+D\cdot {\frac {\partial ^{2}}{\partial x^{2}}}u}.
- Die Funktionen {\displaystyle u} der Zeit {\displaystyle t} und des Ortes {\displaystyle x} bilden die Größen ab, deren Dynamik beschrieben wird. Dabei können mehrere Stoffe, die miteinander wechselwirken, berücksichtigt werden, indem man {\displaystyle u} eine Vektorform gibt und die Gleichung als Matrix-Gleichung auffasst.
- Die Funktion {\displaystyle f(u)} beschreibt den Reaktionsanteil. Ohne den Reaktionsanteil hätte die RD-Gleichung die Form der Wärmeleitungsgleichung.
- Der Term {\displaystyle D\cdot {\tfrac {\partial ^{2}}{\partial x^{2}}}u} stammt aus dem 2. Fickschen Gesetz und beschreibt die Diffusion.
  - {\displaystyle D} ist der Diffusionskoeffizient.

Liegt außerdem ein gerichteter Transportprozess vor (Konvektion), so muss die obige Reaktions-Diffusionsgleichung um einen Konvektionsterm erweitert werden, analog zur Konvektions-Diffusions-Gleichung.
Reaktionsdiffusionsgleichungen finden in der Technischen Chemie und im Maschinenbau Anwendung. Dort werden verschiedene Systeme betrachtet, bei denen Reaktion, Diffusion und Konvektion zusammen auftreten (Makrokinetik). Beispiele sind die Auslegung von chemischen Reaktoren oder technische Verbrennungsvorgänge.
In der Entwicklungsbiologie spielen Reaktionsdiffusionsgleichungen seit Alan Turing eine überragende Rolle bei der mathematischen Theorie der Morphogenese, siehe Turing-Mechanismus. Systeme mit einer aktivierenden und zwei inhibierenden Komponenten spielen eine wichtige Rolle bei der Modellierung der Strukturbildungsprozesse lokalisierter teilchenartiger Strukturen, sogenannter dissipativer Solitonen, die z. B. bei oszillierenden chemischen Reaktionen vom Typ der Belousov-Zhabotinsky-Reaktion und Halbleiter-Gasentladungssystemen beobachtet werden. Auch Chemische Wellen und Ausbreitung von Nervenpulsen werden mit Reaktions-Diffusions-Gleichungen beschrieben.

## Spezielle Fälle
Je nach der Form des Reaktionsanteils werden Spezialversionen der RD-Gleichungen unterschieden:
- {\displaystyle f(u)=u\cdot (1-u)} die Fisher-Gleichung, sie findet Anwendung in der Populationsdynamik (ohne den Diffusionsterm wäre es die Differentialgleichung für die Logistische Funktion). Eine etwas allgemeinere Variante ist die KPP-Gleichung bei der {\displaystyle f(1)=f(0)=0}, {\displaystyle f(u')>0} und {\displaystyle {\frac {df}{du}}(u')<{\frac {df}{du}}(0)} für {\displaystyle 0<u'<1}. Die Fisher-Gleichung und die Newell-Whitehead-Gleichung sind Spezialfälle der KPP-Gleichung.
- {\displaystyle f(u)=u^{2}\cdot (1-u)},  Seldowitschgleichung (Zeldovich-Gleichung) zum Beispiel bei Verbrennungsvorgängen.
- {\displaystyle f(u)=u(1-u^{2})} Newell-Whitehead-Gleichung oder Amplituden-Gleichung, angewandt bei der Rayleigh-Bénard-Konvektion.
- {\displaystyle f(u)=u\cdot (1-u)\cdot (u-\alpha )} (mit einem Parameter {\displaystyle 0<\alpha <1}) Nagumo-Gleichung für Ausbreitung von Nervenpulsen in einem Axon

Ein weiteres Beispiel ist die Poröse-Medien-Gleichung und die Burgersgleichung.

## Teilchenmodelle
Eine detailgetreue Beschreibung von Reaktionsdiffusionssystemen kann mit Teilchenmodellen wie SRSim oder ReaDDy erfolgen.
Beispielsweise mit Algorithmen wie  Reversible interacting-particle reaction dynamics.